# Sankata Boys Sports Club
Der Sankata Boys SC ist ein 1951 gegründeter Sportverein in Nepal. Die Herren-Fußballmannschaft spielt in der höchsten Liga des Landes, der A-Division League. Die Heimspiele werden im Dasrath Stadion ausgetragen. Die größten Erfolge des Vereins waren der dreimalige Gewinn der Meisterschaft in den Jahren 1980, 1983 und 1985.

## Vereinserfolge

### National
- A-Division League
Meister 1980, 1983, 1985[1]